# Ambassade du Maroc en Autriche
L'ambassade du Maroc en Autriche est la représentation diplomatique du royaume du Maroc en Autriche. Elle est située au Hasenauerstrasse 57, à Vienne.  Son ambassadeur est, depuis le 25 Juin 2019, Azzeddine Farhane.

## Histoire
Au XVIIIe siècle, le Sultan Mohammed III cherche le renforcement des relations avec les puissances européennes. Il vise notamment l’ouverture de débouchés européens aux marchandises marocaines. Dans le cadre de cette politique, il envoie en 1783 le Pacha de Tanger, Mohammed Ben Abdelmalik, en tant qu'émissaire à la Cour impériale de Vienne. La visite est couronnée par la conclusion d’un traité d’amitié qui stipule la liberté réciproque de navigation et de commerce, la libéralisation d’importations et des exportations ainsi que la réduction des droits de douane. Ce traité est renouvelé en 1805 sous les règnes du Sultan Moulay Slimane et de l’Empereur François II,.

## Liste des ambassadeurs du Maroc
|    | Ambassadeur                  | Image | Date de nomination | Date de présentation des lettres de créance | Date de fin de mission | Roi du Maroc |
| 1  |                              |       | 1981               |                                             |                        | Hassan II    |
| 2  | Mohamed Taoufik El Kabbaj    |       |                    |                                             |                        | Hassan II    |
| 3  | Mohamed El Habib Fassi-Fihri |       | 1990               |                                             | 1994                   | Hassan II    |
| 4  | Mohamed Reda El Fassi        |       | 1994               |                                             | 1995                   | Hassan II    |
| 5  | Abderrahim Benmoussa,        |       | 3 février 1995     |                                             |                        | Hassan II    |
| 6  | Tajeddine Baddou,            |       | 19 avril 2000      |                                             |                        | Mohammed VI  |
| 7  | Omar Zniber                  |       | 29 avril 2003      |                                             | 5 décembre 2011        | Mohammed VI  |
| 8  | Ali El Mhamdi                |       | 6 décembre 2011    |                                             | 2016                   | Mohammed VI  |
| 9  | Lotfi Bouchaara,             |       | 13 octobre 2016    | 31 janvier 2017                             |                        | Mohammed VI  |
| 10 | Azzeddine Farhane,           |       | 25 juin 2019       |                                             |                        | Mohammed VI  |